# آلباخینگ
آلباخینگ (به آلمانی: Albaching) یک شهر در آلمان است که در بایرن واقع شده‌است.
آلباخینگ ۱۸٫۱۵ کیلومترمربع مساحت دارد ۵۱۳ متر بالاتر از سطح دریا واقع شده‌است.